# Martin McCann (actor)
Martin McCann (nacido el 20 de julio de 1983) es un actor de Irlanda del Norte. 

## Biografía
McCann nació de Martin John Paul y Anne McCann. Creció con un hermano y una hermana en el área de clase trabajadora Divis Flats de Falls Road en Belfast. Se unió a Rainbow Factory de YouthAction NI, una tropa de drama intercomunitaria para niños católicos y protestantes y también pasó tiempo en los Estados Unidos en el verano como parte de un programa de intercambio. Su madre encontró un papel para él al revisar los periódicos locales, y pronto ganó la parte de producción teatral de Artful Dodger en Oliver Twist. También obtuvo papeles principales en producciones de Bugsy Malone y Las brujas de Salem.
Popular en Irlanda del Norte por varios sketches en Dry Your Eyes, tuvo un papel en un cortometraje de Simon Fitzmaurice llamado The Sound of People. Siguió con su debut cinematográfico (como Jimmy Riley) en Closing the Ring (2007), dirigida por Richard Attenborough.  Attenborough eligió a McCann en la película después de verlo en una producción teatral de La naranja mecánica. McCann tuvo un papel en la película My Boy Jack, sobre Rudyard Kipling y su hijo, quien fue asesinado en la Primera Guerra Mundial.  
McCann interpreta al sargento RV Burgin en la miniserie The Pacific, producida por Steven Spielberg y Tom Hanks, que se emitió en marzo de 2010. En una entrevista para Film Ireland, McCann dice que audicionó varias veces para el papel en Londres y dos veces en Los Ángeles. Se puso en contacto con el asistente de Lord Attenborough para enviarle muestras de su trabajo a Spielberg para aumentar sus posibilidades de obtener el papel.
A principios de 2010, estaba filmando en Belfast para la comedia musical Killing Bono, una película lanzada en abril de 2011 sobre la vida de uno de los compañeros de clase de Bono que trata de triunfar en el negocio de la música, solo para que sus fracasos y frustraciones aumenten por aumento continuo de U2. McCann desempeña el papel secundario de Bono. En 2011, McCann completó un papel principal en Whole Lotta Sole de Terry George. Actualmente está trabajando en un mini drama de doce partes que narra la construcción del Titanic y la historia del barco antes de partir en su viaje inaugural.
En febrero de 2011, Martin ganó el Premio de la Academia Irlandesa de Cine y Televisión de 2011 al actor principal en un largometraje. McCann recibió este premio por su actuación como Occi Byrne en Swansong producida por Zanzibar Films.
En 2016, interpretó a Bobby Sands en representaciones en el documental Bobby Sands: 66 Days, y también protagonizó The Survivalist.
Protagonizó el cortometraje nominado al Oscar y ganador del BAFTA Boogaloo and Graham. 
En la película de 2017 Maze, que representa la fuga de prisión de 1983 en el HM Prison Maze en las afueras de Belfast, McCann interpretó a Oscar, uno de los oficiales encarcelados del IRA.
En 2017, el actor Woody Harrelson eligió a Martin McCann en su debut como director Lost In London. Esta fue la primera película de 'transmisión en vivo' directa a los cines. 
En 2018 protagonizó el thriller británico Calibre, dirigido por Matt Palmer. Interpretó a Marcus, un hombre de negocios de Edimburgo que lleva a su amigo a un viaje de caza en las tierras altas escocesas. La película ganó el premio Michael Powell a la Mejor Película Británica en el Festival Internacional de Cine de Edimburgo 2018.   